# Carillon Saxum
Il Carillon Saxum è una struttura geologica della superficie di 65803 Didymos.